# Europakooperativ
Ett europakooperativ eller europaandelslag (latin: Societas cooperativa Europaea, SCE) är en europeisk associationsform för att bedriva gränsöverskridande verksamhet som andelslag eller ekonomisk förening inom Europeiska unionen. Bolagsformen möjliggör för kooperativa företag att verka inom hela unionen utan att göra bolagsregistreringar i varje enskild medlemsstat. Bolagsformen regleras genom förordning (EG) nr 1435/2003 (SCE-förordningen), som trädde i kraft den 2006.
Ett europaandelslag ska registreras i den medlemsstat där det har sitt säte. Om det har sitt säte i Sverige ska det till exempel registreras hos Bolagsverket. Ett europakooperativs firma måste börja eller sluta med förkortningen SCE.

## Grundande
Ett europakooperativ kan bildas av fysiska eller juridiska personer från minst två olika EES-stater på följande sätt:
- Minst fem fysiska personer från minst två olika EES-stater.
- Minst fem personer och en juridisk person som omfattas av lagstiftningen i minst två medlemsstater.
- Genom att slå samman minst två juridiska personer med verksamhet i minst två olika medlemsstater.
- Genom sammanslagning eller omvandling av kooperativ från minst två olika medlemsstater till en europeisk kooperativ förening.
- Omvandlingen av ett befintligt kooperativ med filial eller dotterbolag i minst en annan medlemsstat har pågått i minst två år.

Minimikapitalet, eller det lägsta andelskapitalet, för ett europakooperativ är 30 000 euro. För europakooperativ med säte utanför euroområdet, exempelvis i Sverige, kan uttrycka minimikapitalet i svenska kronor, motsvarande 30 000 euro. Detta andelskapital ska tecknas i sin helhet vid bildandet, men behöver inte betalas in fullt ut omedelbart. 
Enligt förordningen ska minst 25 % av det nominella värdet på varje andel betalas in på teckningsdagen. Återstående belopp av andelskapitalet ska betalas inom högst fem år, om inte en kortare period anges i stadgarna. Detta system ger europakooperativ möjlighet att starta verksamheten med ett lägre andelskapital. Samtidigt garanterar det att hela det tecknade minimikapitalet på 30 000 euro betalas in inom fem år efter bildandet.
Ett europakooperativ kan också bedriva sin verksamhet genom ett dotterbolag.

## Europaandelsbank
Ett europaandelslag som bedriver bankverksamhet kallas europaandelsbank (på rikssvenska europamedlemsbank eller europeiska bankkooperativ och europeiska kooperativa banken). De är som företagsklassificeringar det företags- och organisationsdatasystem som upprätthålls av Patent- och registerstyrelsen. Motsvarande andra termer för europaandelsbank på andra språk är european co-operative bank (på brittisk engelska) och eurooppaosuuspankki (på finska). Inget europeiskt bankkooperativ finns i listan över befintliga företag för 2014.